# Moravský Žižkov
Moravský Žižkov (in tedesco Zischkow) è un comune della Repubblica Ceca facente parte del distretto di Břeclav, in Moravia Meridionale.